# Petr Bakalář
Petr Bakalář (* 27. Januar 1970 in Prag) ist ein tschechischer Publizist und Psychologe, der auf dem Gebiet der – als überholt geltenden – Rassentheorie und Eugenik einige umstrittene Arbeiten veröffentlicht hatte, wofür er nicht nur von Wissenschaftlern, sondern auch von Betroffenen und interessierten Verbänden wie der Jüdischen Gemeinde Prag kritisiert und verurteilt wurde.

## Haltungen
Bakalář, der Psychologie studierte, machte spätestens seit 1999 mit seinen Veröffentlichungen zu verschiedenen Teilbereichen der Rassentheorie und Eugenik auf sich aufmerksam. Seine Theorien und Aussagen, die in der Regel mit vielen Quellen, Untersuchungen und Fachliteratur belegt sind, haben ein beachtliches mediales Echo. Sie werden nicht nur kritisiert und angegriffen, sondern auch trotz der scheinbaren Wissenschaftlichkeit aufgenommen.
2003 veröffentlichte Bakalář sein Buch Tabu v sociálních vědách (Tabu in den sozialen Wissenschaften), ein Werk von etwa 300 Seiten mit etwa 400 Tabellen, Grafen und anderem Material, die belegen sollen, dass die Intelligenz von der Rasse bzw. Ethnizität abhängig ist. Die Rassenunterschiede seien auf die langfristige Selektion zurückzuführen, wodurch das Genofond geformt wurde. Diese Merkmale seien erblich und die Umgebung spiele nur eine marginale Rolle. Die in westlichen Zivilisationen idealisierte multikulturelle Gesellschaft sei nur eine falsche linke und enviromentalistische Vorstellung. Die Kritik seines Buches, das sich ausgiebig auch mit Judaismus als einer „evolutionären Gruppenstrategie“ beschäftigt und die biologischen und genetisch verursachten Rassenunterschiede (einschließlich der Schädelmessungen) als gegeben annimmt, beinhaltete unter anderem auch den Vorwurf, er selektiert die Quellen und lässt Fakten und Veröffentlichungen beiseite, die ihm widersprechen.
Sein anderes Werk, Psychologie Romů (Die Psychologie der Roma, 2004), ist nicht minder umstritten. Bakalář generalisiert und postuliert, dass die Roma zwar der sogenannten „europiden Rasse“ angehören, deren evolutionäre Geschichte jedoch zu einer Selektion der Gene führte, die der sogenannten „negriden Rasse“ eigen sei, was dann gleichbedeutend mit einer niedrigeren Intelligenz (und in der Folge höheren Kriminalität) gleichzusetzen sei. Gerade angesichts der aufgeregten Diskussionen, hervorgerufen durch die Übergriffe auf die Romabevölkerung in Tschechien, zielen seine Aussagen, die „geringere Intelligenz“ der Romabevölkerung sei „genetisch bedingt“, gefährlich auf vorhandene Vorurteile. Dabei lässt Bakalář andere Belege, die für den Gegenteil sprechen könnten, außer Acht.

## Kritik und Rezeption
Bakalářs Veröffentlichungen werden in verschiedenen relevanten Medien mit Hitlers Mein Kampf verglichen, so beispielsweise der Sender Radio.cz oder die Jewish Telegraph Agency; die tschechische jüdische Gemeinde bezeichnet sie als „eine Attacke gegen die Menschenrechte und die Tolerierung von Minderheiten“, in einer Zeitschrift des tschechischen Helsinki-Komitees wird die Meinung vertreten, Bakalář Arbeit sei ein Muster für die rassistische Ideologie. Die Wissenschaftlichkeit Bakalářs Arbeiten wird in Frage gestelt, so durch die Jüdische Gemeinde Prag („pseudowissenschaftliches Schriftchen, dessen Methode vor allem - ähnlich wie die seiner amerikanischen Mentoren wie Kevin MacDonald - darin besteht, aus der Fachliteratur nur die ihm brauchbaren Fakten herauszunehmen, häufig gerissen aus dem Kontext“). So bemerkt der Analyst Zdeněk Zbořil, dass sein Buch Tabu v sociálních vědách über 450 Bücher als Quellen anführt, in Wahrheit jedoch auf höchstens sechs basiert. Seine „Wissenschaftlichkeit“ wird andernorts als abartig bezeichnet („Petr Bakalář begreift die Wissenschaft ähnlich wie Mengele“). Auf diese Kritik antwortet Petr Bakalář mit Hinweis darauf, dass es Menschen gibt, die unter einem „Auschwitz-Komplex“ leiden und auf jede Erwähnung der Begriffe Eugenik, Roma oder Jude mit „so einer assoziativen Kette Hitler - KZ - Genozid“ reagieren.

## Schachspieler
Bakalář ist ein bekannter Schachspieler, der im Januar 1994 seine höchste Elo-Zahl von 2355 erreichte und den Titel eines FIDE-Meisters trägt. Von 1990 bis 1992 spielte er mit dem ŠK Slavoj Vyšehrad in der Česko-Slovenská celostátní liga, der höchsten tschechoslowakischen Schach-Spielklasse, von 1994 bis 1996 mit dem SK ZČE Plzeň in der Extraliga, der höchsten tschechischen Schach-Spielklasse.

## Veröffentlichungen (Auswahl)
- Psychologie v otázkách. Portál, Prag 1999, ISBN 80-7178-330-7.
- Kniha otázek. Kniha, která zpříjemní čekání. Portál, Prag 2001, ISBN 80-7178-565-2.
- Cvičebnice psychologie. Votobia, Prag 2003, ISBN 80-7220-144-1.
- Tabu v sociálních vědách. Votobia, Prag 2003, ISBN 80-7220-135-2.
- Psychologie Romů. Votobia, Prag 2004, ISBN 80-7220-180-8.
- Psychologický průvodce Prahou. Votobia, Olmütz 2006, ISBN 80-7220-279-0.
- Bůh jako psychický virus. Beta Books, Prag 2008, ISBN 978-80-87197-14-1.